# Mark Rolston
Mark Rolston (Baltimora, 7 dicembre 1956) è un attore statunitense.

## Biografia
Rolston è nato a Baltimora, nel Maryland, è il figlio di Evelyn Beverly e Thomas George Rolston, che era un programmatore di computer. Si sposò con Georgina O'Farrill, figlia della leggenda del jazz latino Chico O'Farrill, e sorella del musicista e direttore d'orchestra Arturo O'Farrill, e dal 1990 ha una figlia, Isabel. Mark Rolston ha altri due figli, Adam Rolston e Aslan Rolston, da matrimoni diversi.

### Carriera
Nella sua lunga carriera Rolston ha interpretato tanti ruoli, tra i più importanti figurano il ruolo di Drake in Aliens - Scontro finale (1986), Hans in Arma letale 2 (1989), Stef in RoboCop 2 (1990), Bogs Diamond in Le ali della libertà (1994), J. Scar in L'eliminatore - Eraser (1996), capo Dennis Wilson in Daylight - Trappola nel tunnel (1996), Wayne Bryce in Pioggia infernale (1998) e l'agente Warren Russ in Rush Hour - Due mine vaganti (1998). Nel 1994 ha interpretato l'assassino condannato Karl Mueller nella serie Babylon 5. È apparso nel 2005 in Criminal Minds, nell'episodio Blood Hungry, come lo sceriffo Don Hall che chiede l'aiuto al BAU per scoprire chi c'era dietro una serie di omicidi violenti. Rolston ha anche recitato nel film The Departed - Il bene e il male di Martin Scorsese e nel film horror per la televisione Gioco letale. Ha avuto un ruolo importante nella saga cinematografica di Saw, apparendo in due film della saga, quali Saw V e Saw VI, dove ha interpretato il personaggio dell'agente Dan Erickson. Ha avuto il ruolo del demone Alastair nella quarta stagione della serie Supernatural, nel 2008. Inoltre ha prestato la sua voce in alcuni videogiochi d'azione, tipo Blade Runner (1997) e Turok (2008).

## Filmografia

### Attore

#### Cinema
- Aliens - Scontro finale (Aliens), regia di James Cameron (1986)
- Il seme della gramigna (Weeds), regia di John Hancock (1987)
- Survival Quest, regia di Don Coscarelli (1988)
- Arma letale 2 (Lethal Weapon 2), regia di Richard Donner (1989)
- RoboCop 2, regia di Irvin Kershner (1990)
- Body of Evidence - Il corpo del reato (Body of Evidence), regia di Uli Edel (1993)
- Le ali della libertà (The Shawshank Redemptio), regia di Frank Darabont (1994)
- Lotta estrema (Best of the Best 3: No Turning Back), regia di Phillip Rhee (1995)
- Inganno fatale (The Set Up), regia di Strathford Hamilton (1995)
- L'eliminatore - Eraser (Eraser), regia di Chuck Russell (1996)
- Daylight - Trappola nel tunnel (Daylight), regia di Rob Cohen (1996)
- Rush Hour - Due mine vaganti (Rush Hour), regia di Brett Ratner (1998)
- Pioggia infernale (Hard Rain), regia di Mikael Salomon (1998)
- Letters from a Killer, regia di David Carson (1998)
- A casa da sola (A Table for One), regia di Ron Senkowski (1999)
- Fuga da Seattle (Highway), regia di James Cox (2002)
- Distruggete Los Angeles! (Scorcher), regia di John Seale (2002)
- Chasing Ghosts, regia di Kyle Dean Jackson (2005)
- The Departed - Il bene e il male (The Departed), regia di Martin Scorsese (2006)
- Asylum, regia di David R. Ellis (2008)
- Saw V, regia di David Hackl (2008)
- Not Forgotten, regia di Dror Soref (2009)
- Saw VI, regia di Kevin Greutert (2009)
- Gangster Land (In the Absence of Good Men), regia di Timothy Woodward Jr. (2017)
- Midway, regia di Roland Emmerich (2019)

#### Televisione
- American Playhouse – serie TV, episodio 4x15 (1985)
- Troppo forte! (Sledge Hammer!) – serie TV, episodio 1x09 (1986)
- Oltre la legge - L'informatore (Wiseguy) – serie TV, episodio 1x01 (1987)
- Vietnam addio (Tour of Duty) – serie TV, episodio 1x06 (1987)
- Matlock – serie TV, episodio 3x19 (1989)
- I ragazzi della prateria (The Young Riders) – serie TV, episodio 1x14 (1990)
- Le inchieste di Padre Dowling (Father Dowling Mysteries) – serie TV, episodio 3x06 (1990)
- L'ispettore Tibbs (In the Heat of the Night) – serie TV, episodio 5x02 (1991)
- La signora in giallo (Murder, She Wrote) – serie TV, 4 episodi (1992-1995)
- Raven – serie TV, episodio 2x12 (1993)
- X-Files (The X-Files) – serie TV, episodi 2x10-7x10 (1994-2000)
- Star Trek: The Next Generation – serie TV, episodio 7x18 (1994)
- Babylon 5 – serie TV, episodio 1x21 (1994)
- Un detective in corsia (Diagnosis Murder) – serie TV, episodio 2x07 (1994)
- E.R. - Medici in prima linea (ER) – serie TV, episodio 1x17 (1995)
- Lois & Clark - Le nuove avventure di Superman (Lois & Clark: The New Adventures of Superman) – serie TV, episodio 2x16 (1995)
- NYPD - New York Police Department (NYPD Blue) – serie TV, episodi 3x19-9x12 (1996-2002)
- JAG - Avvocati in divisa (JAG) – serie TV, episodio 1x19 (1996)
- Walker Texas Ranger – serie TV, episodio 5x08 (1996)
- Brooklyn South – serie TV, episodi 1x05-1x08-1x18 (1997-1998)
- Dalla Terra alla Luna (From the Earth to the Moon) – miniserie TV, puntate 1x01-1x02-1x03 (1998)
- Il corvo (The Crow: Stairway to Heaven) – serie TV, episodio 1x02 (1998)
- Profiler - Intuizioni mortali (Profiler) – serie TV, 7 episodi (1998-1999)
- Aftershock - Terremoto a New York (Aftershock: Earthquake in New York), regia di Mikael Salomon – film TV (1999)
- Angel – serie TV, episodio 2x12 (2001)
- Dark Angel – serie TV, episodio 1x14 (2001)
- Alias – serie TV, episodio 1x03 (2001)
- Il tocco di un angelo (Touched by an Angel) – serie TV, episodio 8x06 (2001)
- The Shield – serie TV, 5 episodi (2003)
- 24 – serie TV, episodi 3x22-3x23 (2004)
- CSI: NY – serie TV, episodio 1x18 (2005)
- Criminal Minds – serie TV, episodio 1x11 (2005)
- CSI: Miami – serie TV, episodi 4x25-5x03-6x12 (2006-2007)
- Shark - Giustizia a tutti i costi (Shark) – serie TV, episodio 1x11 (2007)
- The Closer – serie TV, episodi 3x02-5x05 (2007-2009)
- Cold Case - Delitti irrisolti (Cold Case) – serie TV, 4 episodi (2007)
- Gioco letale (Backwoods), regia di Marty Weiss – film TV (2008)
- Supernatural – serie TV, episodi 4x09-4x10 (2008)
- The Mentalist – serie TV, episodio 1x08 (2008)
- CSI - Scena del crimine (CSI: Crime Scene Investigation) – serie TV, episodio 9x10 (2009)
- NCIS: Los Angeles – serie TV, episodio 1x06 (2009)
- Lie to Me – serie TV, episodio 2x08 (2009)
- The Defenders – serie TV, episodi 1x04-1x17 (2010-2011)
- Body of Proof – serie TV, episodio 2x12 (2012)
- I signori della fuga (Breakout Kings) – serie TV, episodio 2x01 (2012)
- Touch – serie TV, episodio 1x10 (2012)
- Franklin & Bash – serie TV, episodio 2x08 (2012)
- NCIS - Unità anticrimine (NCIS) – serie TV, episodi 10x06-10x07 (2012)
- Turn: Washington's Spies – serie TV, 7 episodi (2015-2016)
- Castle – serie TV, episodio 7x22 (2015)
- Scorpion – serie TV, episodi 2x22-2x23 (2016)
- Rosewood – serie TV, episodio 1x22 (2016)
- Radici (Roots) – miniserie TV, puntata 1x03 (2016)
- Star Trek Continues – serie web, episodio 1x09 (2017)
- SEAL Team – serie TV, episodio 1x18 (2018)
- Bosch – serie TV, 9 episodi (2018-2021)
- Bosch: l'eredità (Bosch: Legacy) – serie TV, 5 episodi (2022)
- Ahsoka – serie TV, puntata 1x01 (2023)

### Doppiatore

#### Televisione
- Young Justice – serie animata, 17 episodi (2010-2022)
- Voltron: Legendary Defender – serie animata, 10 episodi (2017-2018)

#### Videogiochi
- Blade Runner (1997)
- Turok (2008)
- Injustice: Gods Among Us (2013)
- Aliens: Colonial Marines (2013)
- Batman: Arkham Origins (2013)
- Young Justice: Legacy (2013)
- Skylanders: Trap Team (2014)
- Battlefield: Hardline (2015)
- Infinite Crisis (2015)
- Batman: Arkham Knight (2015)
- Fallout 4 (2015, appare nel DLC Nuka-World pubblicato nel 2016)
- Let It Die (2016)
- Marvel's Spider-Man (2018)
- Tom Clancy's The Division 2 (2019)
- Marvel's Spider-Man: Miles Morales (2020)
- Marvel's Spider-Man 2 (2023)

## Doppiatori italiani
Nelle versioni in italiano delle opere in cui ha recitato, Mark Rolston è stato doppiato da:
- Renato Cortesi in CSI: NY, CSI: Miami, Lie To Me, CSI - Scena del crimine
- Fabrizio Temperini in X-Files (ep. 7x10), Alias, The Departed - Il bene e il male
- Michele Kalamera in Shark - Giustizia a tutti i costi, Saw V, The Mentalist
- Nino Prester in Star Trek: The Next Generation, Hawaii Five-0
- Stefano De Sando in Letters from a Killer, Body of Proof
- Paolo Buglioni in Criminal Minds, Touch
- Nicola Braile in Bosch, Bosch: l'eredità
- Piero Tiberi in Aliens - Scontro finale
- Massimo Lodolo in Arma letale 2
- Marco Mete in RoboCop 2 (una delle voci)[1]
- Giorgio Locuratolo in La signora in giallo (ep. 8x18, 10x07)
- Oliviero Dinelli in La signora in giallo (ep. 9x04)
- Carlo Cosolo in La signora in giallo (ep. 11x20)
- Maurizio Fardo in Le ali della libertà
- Emilio Bonucci in X-Files (ep. 2x10)
- Stefano Mondini in Rush Hour - Due mine vaganti
- Angelo Nicotra in Pioggia infernale
- Romano Malaspina ne Il corvo
- Gianluca Tusco in Profiler - Intuizioni mortali
- Saverio Indrio in The Shield
- Maurizio Reti in 24
- Rodolfo Bianchi in The Closer
- Wladimiro Grana in Chasing Ghosts
- Antonio Palumbo in NCIS: Los Angeles
- Luciano De Ambrosis in Cold Case - Delitti irrisolti
- Gino La Monica in Supernatural
- Gianni Giuliano in Not Forgotten
- Michele Gammino in Saw VI
- Alberto Angrisano in NCIS - Unità anticrimine
- Dario Oppido in Castle
- Stefano Alessandroni in Gangster Land
- Luca Biagini in Midway
- Giovanni Caravaglio in Ahsoka

Da doppiatore è stato sostituito da:
- Claudio Moneta in Batman: Arkham Origins, Batman: Arkham Knight, LEGO DC Super Villans, Suicide Squad: Kill The Justice League
- Massimiliano Lotti in Marvel's Spider-Man, Marvel's Spider-Man: Miles Morales, Marvel's Spider-Man 2
- Sandro Iovino in Blade Runner
- Gabriele Calindri in Turok
- Ivo De Palma in Del Rio
- Luigi Rosa in Battlefield Hardline
- Pino Pirovano in Batman: Arkham Shadow